# Здзіслав де Пурбе
Здзіслав де Пурбе (пол. Zdzisław de Pourbaix; 29 січня 1918, Володимирець — 13 жовтня 1943, Варшава) — польський військовик, капрал резерву артилерії Польської армії та Армії Крайової.

## Біографія
П'ята дитина зем'янина Каміля де Пурбе та його дружини Марії, уродженої графині Мйончинської. Він виховувався під пильним оком своєї матері та закінчив початкову школу в Антонівці. Потім він навчався в 11-й гімназії у Львові, склавши випускні іспити в 1936 році. Його брати, Каміль Казімеж, Казімеж, Францішек та Антоній, також навчалися в тій самій школі.
У 1936–1937 роках він закінчив 11-й курс кадетської підготовки у Волинській резервній артилерійській кадетській школі імені Марціна Канцького. Був кадетом середньої школи імені Марціна Канцького у Володимирі-Волинському у званні командира взводу.
Він брав участь у Вересневій кампанії, командуючи 2-м взводом 3-ї батареї 2-ї кінно-артилерійської дивізії імені Юзефа Совінського в битві під Мокрою. 1-м взводом командував його брат, Каміль Казімеж, який загинув 1 вересня 1939 року.
Потім він брав участь у битвах під Волею-Цирусовою та під Мінськом-Мазовецьким. 16 вересня 1939 року його разом зі своїм взводом було призначено до кавалерійського підрозділу майора Юзефа Юневича, який складався з понад десятка кавалерійських взводів з різних частин. Завданням цього підрозділу було патрулювання берега Вісли між Млоцинами та Модліном. Потім він разом зі своїм взводом брав участь в обороні Пальмір. 22 вересня, пробираючись до Варшави в битві під Ломянками, він потрапив у полон до німців (поранений), звідки йому вдалося втекти.
Після цього він став активним учасником Союзу Збройної Боротьби (ZWZ) та Армії Крайової (AK). Разом зі своїми братами, завдяки їхній довоєнній військовій підготовці, він готував майбутніх офіцерських курсантів у Варшаві. Під час облави в жовтні 1943 року на вулиці Пенкна його схопили та розстріляли. За словами його родини, він виходив зі своєї квартири на вулиці Мокотовській на заручини свого брата Казімежа і з цієї нагоди він одягнув офіцерську форму — факт, який, безсумнівно, призвів до його негайної страти. Його символічна могила знаходиться на Повонзківському цвинтарі.
Він був другим сином Каміля та Марії де Пурбе, який віддав своє життя за батьківщину. Його брати і сестри Казімеж, Францішек, Ришард Болеслав, Антоній, Зофія і навіть наймолодший Мар’ян (1927) брали активну участь у польському підпіллі.

## Нагороди
- Хрест Хоробрих
- Virtuti Militari, срібний хрест